# 1643 en France
Chronologie de la France
- 1639
- 1640
- 1641
- 1642
- 1643
- 1644
- 1645
- 1646
- 1647

Cette page concerne l’année 1643 du calendrier grégorien.

## Événements
- 13 janvier : Gaston d’Orléans est admis à nouveau à la cour. Il demande sa grâce[1]. Louis XIII : « Cela ne se peut. Je vous ai déjà pardonné six fois. Je veux désormais voir les effets de ce que vous promettez. Je ne croirai plus à vos paroles et, si vous faites votre devoir, je vous témoignerai que je vous aime. »[2]
- 15 février : grand souper offert par Louis XIII en l’honneur de Gaston d’Orléans, son frère. Dernière sortie publique du roi[3].
- 21 février, Saint-Germain : Louis XIII, malade, doit s’aliter[1].
- 25 mars : à Caen, Jean Eudes fonde la congrégation de Jésus et de Marie (les eudistes)[4].
- 10 avril : disgrâce de Sublet de Noyers. Il est exilé dans ses terres. Le Tellier lui succède le lendemain comme secrétaire d’État à la guerre ; il prête serment le 4 mai[5].
- 16 avril : déclaration du roi Louis XIII qui donne force de loi au règlement du 22 août 1642 qui étend au profit des intendants les principales compétences des officiers de finances en matière d’assiette et de perception de la taille[6].

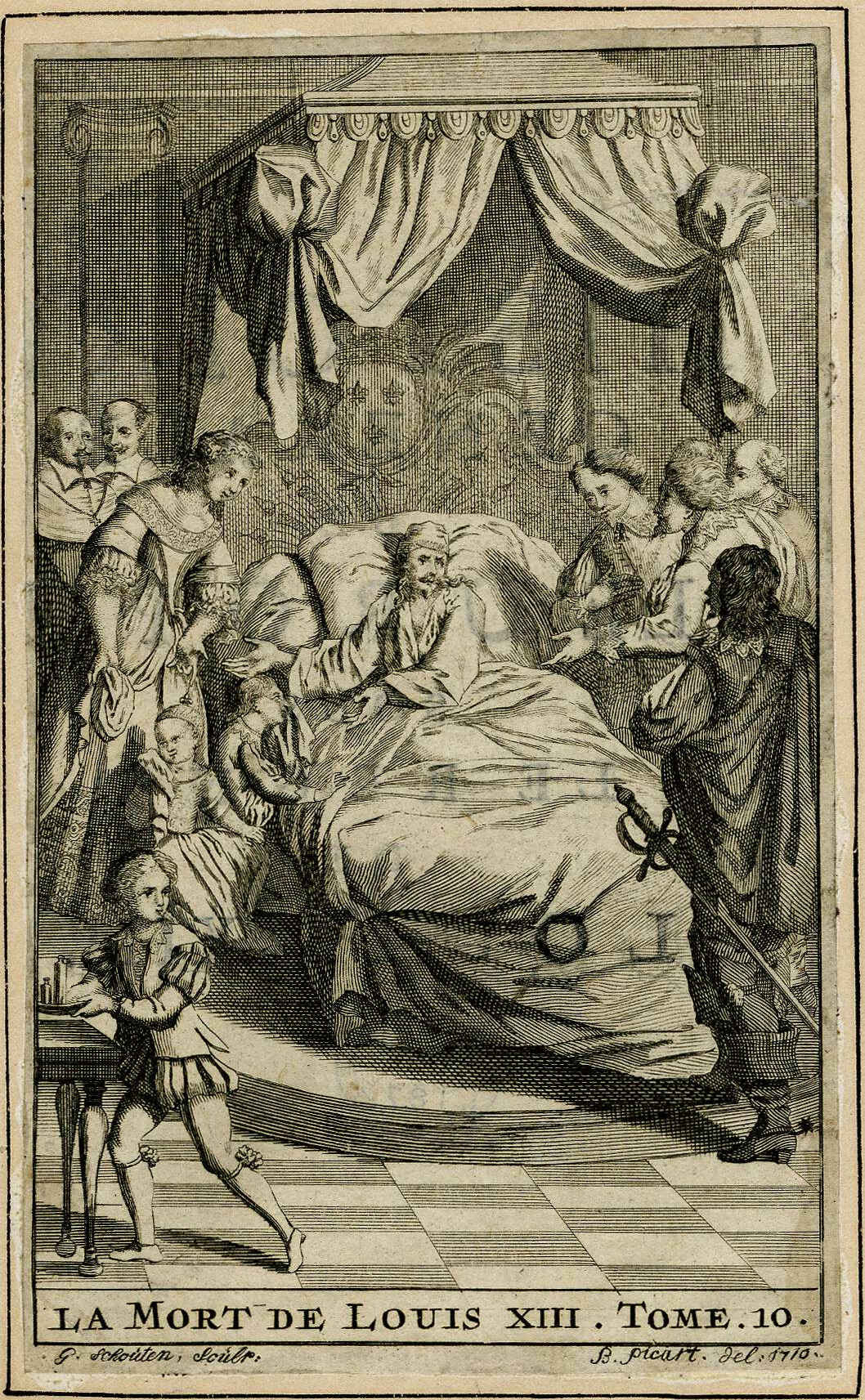
14 mai : mort de Louis XIII. illustration tirée de l'Histoire du règne de Louis XIII, de Michel Le Vassor, vers 1710. Gravure de Gysbert Schouten d'après Bernard Picart.

- 20 avril : déclaration royale qui organise la régence qui s’annonce. Le pouvoir de la reine est limité par un Conseil de régence présidé par Gaston d’Orléans comme lieutenant général du royaume, comprenant le cardinal Mazarin, le prince de Condé, le chancelier Séguier, Claude Bouthillier et son fils Chavigny[5].
- 21 avril : baptême de Louis XIV. Parrain : le cardinal Mazarin. Marraine : Madame la Princesse, la princesse de Condé[1].
- 23 avril :
  - Louis XIII reçoit l’extrême-onction de l’évêque de Meaux, son état s’est aggravé[7].
  - grands troubles à Saint-Germain, La Meilleraie se croit attaqué par Beaufort. Gaston d’Orléans, lui, croit à une attaque de Condé et rassemble ses gentilshommes[8].

- 14 mai :

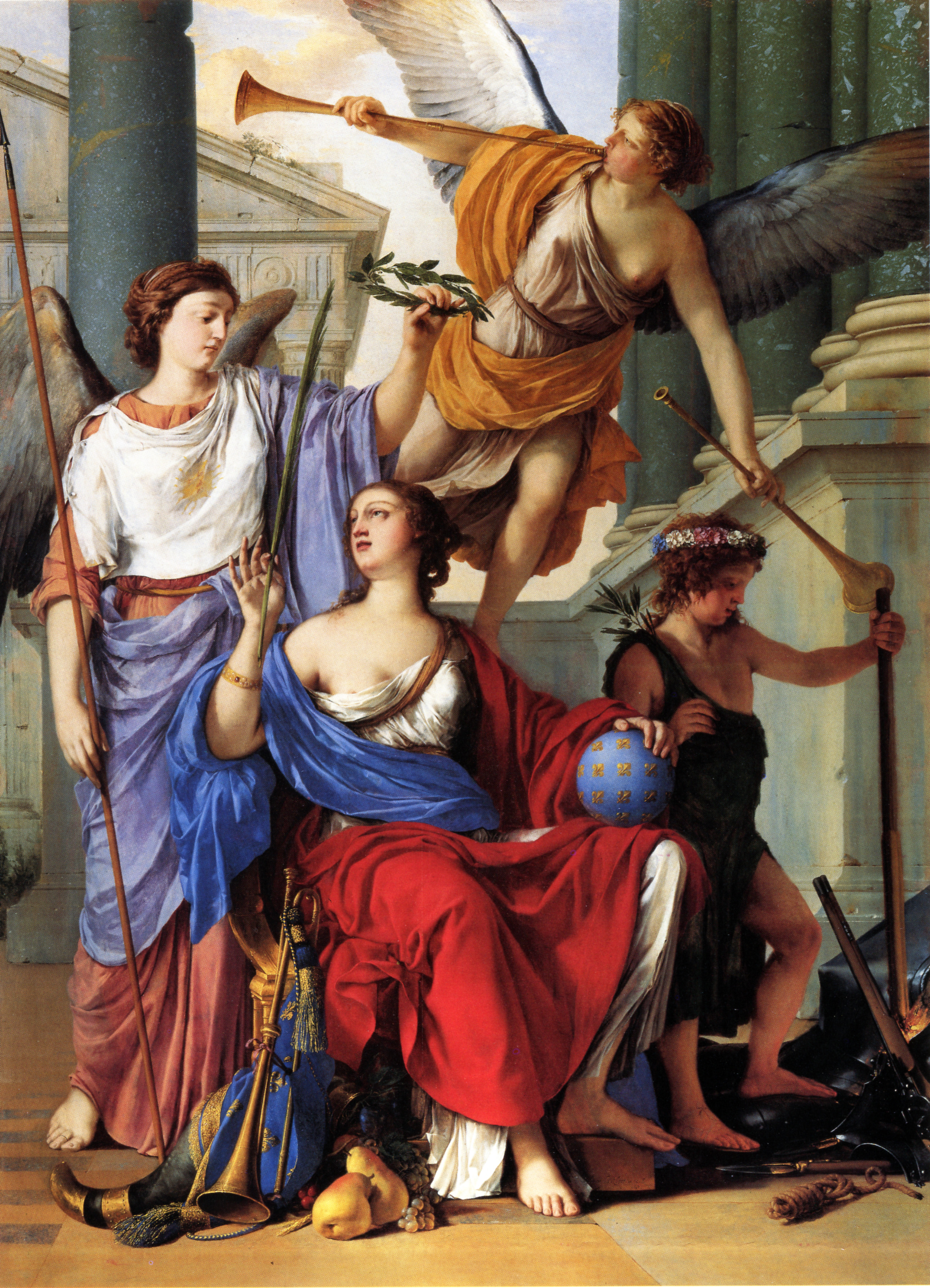
Allégorie de la régence d’Anne d’Autriche, Laurent de La Hyre, 1648

  - mort de Louis XIII. Il succombe probablement à une entérocolite inflammatoire (ou maladie de Crohn)[9]. Turenne : « Pour l’affliction, à la cour, elle y a été très médiocre »[10]. Son fils aîné lui succède;
  - début du règne de Louis XIV, roi de France (fin en 1715)[9].
- 15 mai : arrivée à Foigny du duc d’Enghien qui y apprend la mort de Louis XIII. Le site de Foigny est à l’entrée du défilé qui commande la plaine de Rocroi[11].
- 17 mai : le duc d’Enghien tient un conseil de guerre au château de Rumigny et décide la bataille pour le lendemain[12]. Il outrepasse les instructions qu’il avait reçues[13].
- 18 mai : lit de justice ; le Parlement de Paris, « suggestionné » par le parti d’Anne d’Autriche, casse le testament du roi Louis XIII et investit la reine de la régence absolue[14]. Anne d’Autriche fait appel au cardinal Mazarin, parrain du jeune roi Louis XIV, âgé de cinq ans, pour l’éduquer et administrer la France durant sa minorité (fin en 1661). On a prétendu que Jules Mazarin était l’amant de la reine, voire son mari. Leur connivence a pu en donner l’apparence. Le chancelier Séguier s’occupe des affaires intérieures. Condé et Turenne sont à la tête des armées.

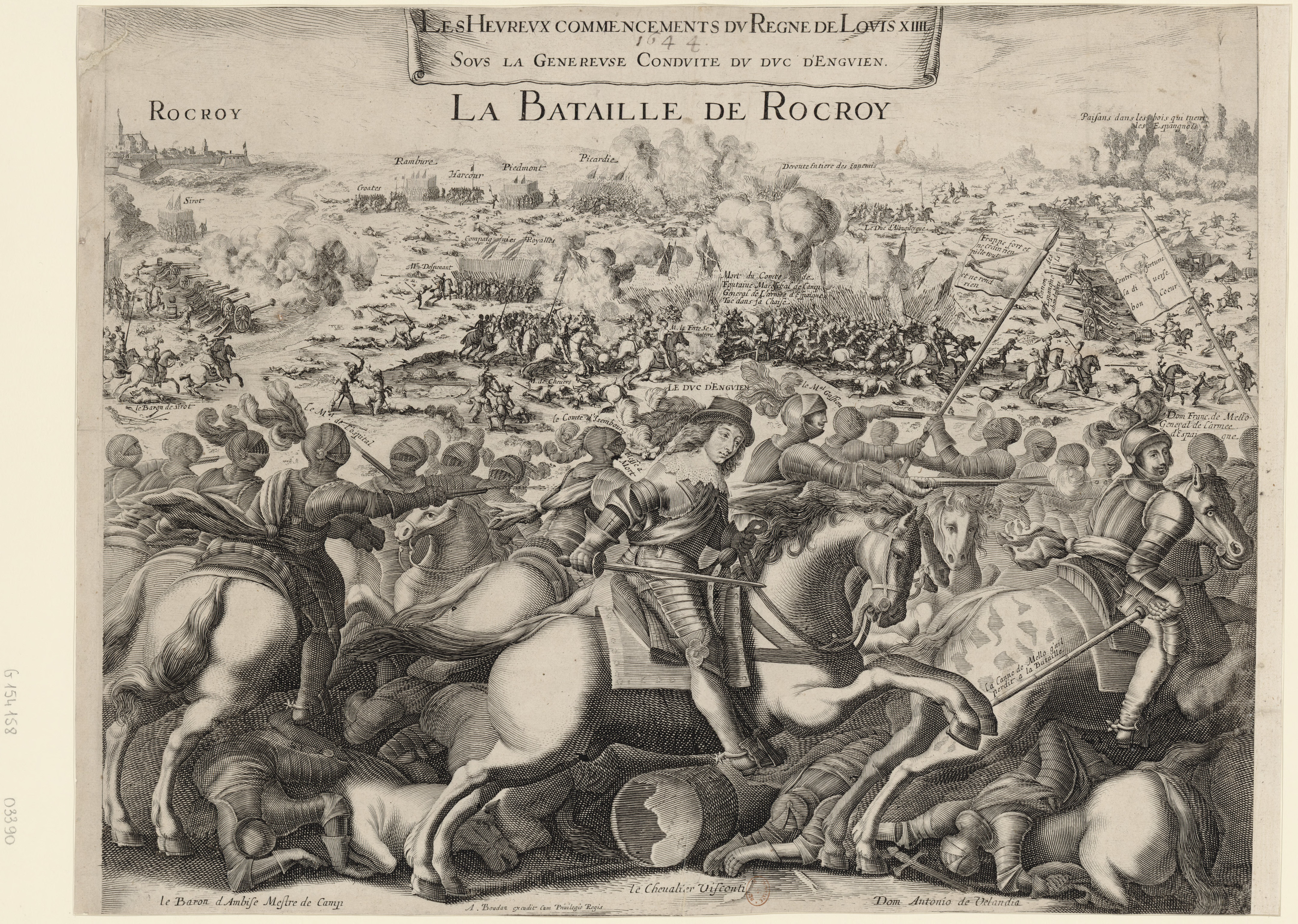
19 mai : bataille de Rocroi. Les Heureux commencements du règne de Louis XIIII, sous la généreuse conduite du duc d'Enguien, estampe contemporaine.

- 19 mai : le duc d’Enghien remporte la bataille de Rocroi[15]. Le prince de Marcillac, futur duc de La Rochefoucauld, en est. Il obtient la permission d’aller recevoir Mme de Chevreuse, à son retour d’exil. Les acteurs de la Cabale des Importants entrent progressivement en scène.
- 23 mai : François de Comminges, comte de Guitaut, dit le « vieux Guitaut » (1581-1663), devient capitaine des gardes de la reine[16].
- 25 mai : le mariage de Gaston d’Orléans et de Marguerite de Lorraine, que Louis XIII avait autorisé à la veille de sa mort, est célébré une seconde fois par l’archevêque de Paris, dans la chapelle du château de Meudon[17]. Monsieur de Paris[18] (qui est l’oncle du futur cardinal de Retz) : Ego vos in matrimonium conjugo in quantum opus est (« Je vous unis par les liens du mariage, dans la mesure où c'est nécessaire. »)
- 29 mai : Henri de Sévigné est grièvement blessé dans un duel contre Chastelet[19]. Il en réchappe et a bien failli ne jamais épouser la marquise.
- 2 juin : les Croquants du Rouergue, soulevés contre la hausse de la taille, entrent dans Villefranche-de-Rouergue ; le mouvement est dissipé le 2 octobre par le comte de Noailles, qui fait exécuter les meneurs[20].
- 5 juin : la reine congédie Claude Bouthillier[5].
- 10 juin :
  - Nicolas de Bailleul et Claude de Mesmes deviennent surintendant des finances (fin en 1647)[21].
  - Jean-François Paul de Gondi est nommé, à trente ans, coadjuteur de l’archevêque de Paris, son oncle[22]. Il n’a pas même reçu les ordres mineurs. Le jeune coadjuteur est le futur cardinal de Retz, actif pendant la cabale des Importants, il reprend du service dans les complots de la Fronde. Dans ses Mémoires, il raconte qu'il se retire six jours à Saint-Lazare : « Je pris […] le parti de faire le mal par dessein" pour éviter "de mêler à contre-temps le péché dans la dévotion […] je pris une ferme résolution de remplir exactement tous les devoirs de ma profession, et d’être aussi homme de bien pour le salut des autres, que je pourrais être méchant pour moi-même. »[23]
- 14 juin : arrivée de Marie de Rohan-Montbazon, duchesse de Chevreuse à Paris après dix ans d’exil[24]. Elle anime la cabale des Importants, qui durant l’été tente de remplacer Mazarin par le marquis de Châteauneuf. Mazarin l’emporte, fait enfermer à Vincennes le duc de Beaufort (septembre) et exiler en province les principaux membres de la cabale, dont la duchesse de Chevreuse, l’évêque de Beauvais Potier, selon Retz, dans ses Mémoires: « une bête mitrée », ou Saint-Ibar (novembre). Cette cabale peut être regardée comme une répétition de la Fronde.
- 19 juin : publication à Rome de la bulle In eminenti, proscrivant l’Augustinus, le texte fondateur du jansénisme, datée du 6 mars 1642[25].

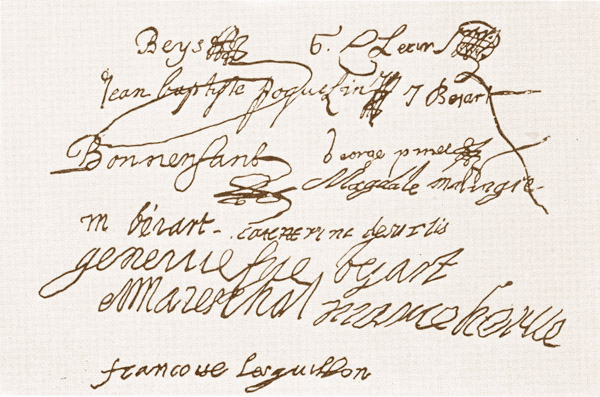
Signatures des comédiens de l'Illustre Théâtre sur l'acte de société. Comédiens : Denis Beys, Germain Clérin, Jean-Baptiste Poquelin, Joseph Béjart, Nicolas Bonnenfant, Georges Pinel, Madeleine Malingre, Madeleine Béjart, Catherine des Urlis, Geneviève Béjart. Témoins : André Maréchal, Marie Hervé et Françoise Lesguillon. Reproduit dans L. Moland, Œuvres complètes de Molière, t. I, 2e édition 1685.

- 30 juin : fondation de la troupe de L’Illustre-Théâtre avec Madeleine Béjart et Molière[26].
- 8 juillet : les édits de pacification en faveur des protestants sont confirmés[27]. Le nouveau règne esquisse une politique plus tolérante envers les huguenots.
- Juillet : une brigade de 16 cavaliers des tailles est chassée d'Aignan par les Croquants de Gascogne[28].
- 8 août : le duc d’Enghien prend Thionville[29].
- 22 août : lettre de cachet exilant la duchesse de Montbazon, belle-sœur de Mme de Chevreuse. La duchesse de Montbazon (de la maison de Rohan) a beaucoup cabalé, elle a diffamé la duchesse de Longueville. Le futur Grand Condé a menacé de se fâcher. Il a effrayé la duchesse. La duchesse de Montbazon a lu devant toute la cour, à l’hôtel de Condé, une humiliante lettre de rétractation (10 août). La veille elle a bravé l’interdiction de la reine de paraître devant Mme de Longueville, au jardin de Renard, un traiteur qui jouxtait les jardins du Louvre[30].
- 2 septembre : arrestation du duc de Beaufort (le roi des halles), réputé être le chef, s’il n’en est l’inspirateur, de la cabale des Importants ; exil de la plupart des adhérents de la cabale, ducs de Vendôme, de Mercœur, de Guise, duchesse de Chevreuse, etc. La position de Mazarin à la tête du gouvernement est consolidée[31].
- 8 septembre : consécration de la ville de Lyon à la Vierge Marie, à la suite du vœu des échevins de rendre hommage à la Vierge si la peste épargnait la ville[32].
- 20 septembre : les Croquants du Rouergue menés par Bernard Calmels entrent à Espalion[33].
- Septembre : à la fin du mois, à Estampes, en Gascogne « une brigade de partisans » composée de 13 cavaliers des tailles et de 5 valets, est attaquée et massacrée par les habitants[28].
- 5 octobre : le pape Urbain VIII adresse ses bulles au futur cardinal de Retz, il devient archevêque  in partibus de Corinthe[34]. Sous la Fronde, quand il armera un régiment, on appellera celui-ci le régiment de Corinthe.
- 7 octobre : Anne d’Autriche quitte le Louvre avec ses deux fils pour s’installer au Palais Cardinal qui devient Palais-Royal[9].
- 8 octobre : exécution de cinq meneurs croquants, dont Jean Petit et Guillaume Bras, dit Lapaille, à Villefranche-de-Rouergue[35].
- 22 octobre : le duc d’Enghien passe en revue les 12 000 hommes et les 7 000 chevaux des deux armées, à Dachstein à quatre lieues de Saverne[36]. Enghien est accompagné de Rantzau, Sirot, Montausier, Noirmoutier.
- 1er novembre : les troupes françaises de Guébriant et Rantzau passent le Rhin ; Guébriant assiège Rottweil, est mortellement blessé (17 novembre) ; Rantzau prend Rottweil le 19 novembre[29].
- 16 novembre : Turenne obtient le bâton de maréchal[37].
- 24 novembre : victoire de Mercy à la bataille de Tuttlingen sur l'armée française de Rantzau ; il reprend Rottweil[29].

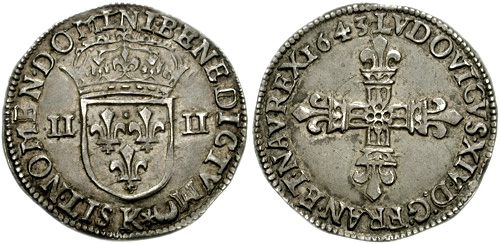
Quart d’écu d’argent de 1643

- 3 décembre : Turenne, tout récent maréchal de France, reçoit le commandement de l’armée d’Allemagne[38].
- 10 décembre : André Le Nôtre reçoit de Louis XIV le brevet de dessinateur des jardins royaux[39].
- 12 décembre : duel pour les beaux yeux de la duchesse de Longueville: le duc de Guise blesse mortellement Maurice de Coligny[40]. D’Estrades accompagne Coligny lors du duel. Comme souvent en effet, les duels opposent plusieurs combattants de front. Coligny tombe deux fois et est désarmé. Le duc de Guise lui dit qu’il ne veut pas le tuer et le frappe du plat de l’épée.
- 15 décembre : projet d’assemblée factieuse des nobles du Poitou à Lusignan, dispersée par le gouverneur Henri de Parabère[41].
- 31 décembre : ouverture de l’Illustre Théâtre au Jeu de paume des Métayers, à Paris, avec La Mort de Sénèque, de Tristan L’Hermite. Il est officiellement protégé par Monsieur, protégé contre la sévérité du roi, pas contre la faillite[42]. Selon Dethan[43], ce serait Monsieur qui aurait découvert Molière. Cosnac, dans ses Mémoires[44], s’en attribue le mérite. Il aurait fait connaître Molière au prince de Conti, à Pézenas. Il est enfin possible que Molière ait pu se passer de découvreurs.